# 愛媛県道163号鈍川伊予大井停車場線
愛媛県道163号鈍川伊予大井停車場線（えひめけんどう163ごう にぶかわいよおおいていしゃじょうせん）は、愛媛県今治市（旧玉川町から旧大西町）を通る一般県道である。

## 概要

### 路線データ
- 総延長：11.6 km
- 起点：愛媛県今治市玉川町鈍川（愛媛県道154号東予玉川線交点）
- 終点：愛媛県今治市大西町新町（JR四国予讃線 大西駅前）

## 歴史
- 1958年（昭和33年）6月27日 - 愛媛県告示第566号により、越智郡玉川村（現・今治市玉川町）と同郡大西町（現・今治市大西町）大字新町のJR四国予讃線 伊予大井駅（現・大西駅）を結ぶ路線として県道に認定される[1]。
- 2002年（平成14年）8月13日 - 越智郡玉川町大字與和木字マルヤマ甲815番地先から同大字字ミノコシ甲809番11地先までの区間の供用が開始された[2]。
- 2003年（平成15年）12月19日 - 越智郡大西町大字山之内甲219番6から同大字甲212番3までの100 mの区間の供用が開始された[3]。
- 2005年（平成17年）10月11日 - 今治市玉川町高野字山花甲212番2地先から同町高野字町谷甲21番地先までの区域が変更された[4]。
- 2006年（平成18年）9月8日 - 今治市玉川町高野字山花甲212番10から同市玉川町高野字三平甲89番4までの区間の供用が開始された[5]。
- 2007年（平成19年）
  - 10月5日 - 今治市玉川町鈍川丁519番1地先から同町鈍川丁521番2地先までの区域が変更された[6]。
  - 12月18日 - 今治市玉川町高野字三平甲89番4から同町高野字河原京甲102番5までの区間の供用が開始された[7]。
- 2009年（平成21年）11月10日 - 今治市玉川町畑寺字湯ノ田甲277番2から同市同町畑寺字大畑ケ甲303番3までの91 mの区間の供用が開始された[8]。
- 2010年（平成22年）10月15日 - 今治市玉川町畑寺字柿ノ木田甲370番3から同町畑寺字柿ノ木田甲370番3までの9 mの区域が変更された[9]。

## 路線状況

### 交通量
24時間交通量（台）　道路交通センサス
| 区間             | 平成17（2005）年度 | 平成22（2010）年度 | 平成27（2015）年度 |
| ---------------- | ------------------ | ------------------ | ------------------ |
| 起点 - 国道196号 | 1,277              | 1,179              | 1,104              |
| 国道196号 - 終点 | 1,277              | 1,260              | 1,143              |

（出典：「平成22年度全国道路・街路交通情勢調査 一般交通量調査 箇所別基本表」、「平成27年度全国道路・街路交通情勢調査 一般交通量調査 箇所別基本表」（国交省ホームページ）より一部データを抜粋して作成）

### 道路施設

#### 橋梁
- 船戸橋（蒼社川、今治市）
- 花の木橋（大野川、今治市）

## 地理

### 通過する自治体
- 今治市

### 交差する道路
- 国道196号
- 国道317号
- 愛媛県道15号大西波止浜港線
- 愛媛県道154号東予玉川線
- で愛ふれ愛ロード（越智西部広域農道）

### 重複区間
- 国道196号（今治市大西町脇・大西町山之内橋交差点～今治市大西町宮脇・大西駐在所前交差点）

### 沿線
- 今治市鈍川地域住民学習センター（旧玉川町立鈍川小学校）
- 今治市営玉川国民体育館
- 今治市玉川公民館
- 今治市立玉川中学校
- 今治市立九和小学校
- 今治市玉川総合公園運動場
- 藤山健康文化公園（藤山歴史資料館、妙見山古墳）
- 大西郵便局
- JR四国予讃線 大西駅